# 한승수 (쇼트트랙 선수)
한승수(1991년 5월 23일~)은 대한민국의 남자 쇼트트랙 선수이다.

## 학력
- 서울교육대학교 부설초등학교
- 세화고등학교
- 단국대학교